# Kali Baori
Kali Baori fou un estat tributari protegit a l'agència Bhil després agència de Bhopawar (i finalment agència de Malwa), feudatari de Dhar, thakur garantit pels britànics. El sobirà era bhúmia bhilala que rebia 137 lliures del govern de Dhar i 12 lliures de zamindari a canvi de mantenir l'orde a la pargana de Dharmpuri, responent dels robatoris; Cinc pobles de la pargana de Dharmpuri els posseeix a perpetuïtat i paga anualment 50 lliures. També rep 15 lliures de Sindhia de Gwalior per controlar 17 pobles de la comarca de Bankaner. Les tres concessions estan garantides pels britànics.